# 10650 Houtman
10650 Houtman (4110 P-L) là một tiểu hành tinh vành đai chính.